# Premio Princesa de Asturias de los Deportes
Los Premios Princesa de Asturias de los Deportes (Premios Príncipe de Asturias de los Deportes hasta 2014) se conceden, desde 1987, a aquella persona o institución que, además de la ejemplaridad de su vida y obra, haya conseguido nuevas metas en la lucha del hombre por superarse a sí mismo y contribuido con su esfuerzo, de manera extraordinaria, al perfeccionamiento, cultivo, promoción o difusión de los deportes.
La mitad de los galardonados han sido deportistas españoles, y varios de estos lo han obtenido incluso en dos ocasiones, caso de los hermanos Pau y Marc Gasol o de los futbolistas Iker Casillas y Xavi Hernández. Algunos premiados no acudieron a recoger el galardón, como Carl Lewis en 1996, Lance Armstrong en 2000, o los hermanos Pau y Marc Gasol en 2015.

## Lista de galardonados
| Año  | Premiado                              | Actividad deportiva                                               | Nacionalidad     |
| ---- | ------------------------------------- | ----------------------------------------------------------------- | ---------------- |
| 1987 | Sebastian Coe                         | Atleta (1500 metros y 800 metros)                                 | Reino Unido      |
| 1988 | Juan Antonio Samaranch                | Presidente del Comité Olímpico Internacional de 1980 a 2001       | España           |
| 1989 | Severiano Ballesteros                 | Golfista                                                          | España           |
| 1990 | Sito Pons                             | Piloto de motociclismo                                            | España           |
| 1991 | Serguéi Bubka                         | Atleta (salto con pértiga)                                        | Ucrania          |
| 1992 | Miguel Induráin                       | Ciclista                                                          | España           |
| 1993 | Javier Sotomayor                      | Atleta (salto de altura)                                          | Cuba             |
| 1994 | Martina Navratilova                   | Tenista                                                           | República Checa  |
| 1995 | Hassiba Boulmerka                     | Atleta (1500 metros)                                              | Argelia          |
| 1996 | Carl Lewis                            | Atleta (100 metros, 200 metros, 4×100 metros y salto de longitud) | Estados Unidos   |
| 1997 | Equipo español de maratón             | Atletismo (maratón)                                               | España           |
| 1998 | Arantxa Sánchez Vicario               | Tenista                                                           | España           |
| 1999 | Steffi Graf                           | Tenista                                                           | Alemania         |
| 2000 | Lance Armstrong                       | Ciclista                                                          | Estados Unidos   |
| 2001 | Manel Estiarte                        | Waterpolista                                                      | España           |
| 2002 | Selección de fútbol de Brasil         | Fútbol                                                            | Brasil           |
| 2003 | Tour de Francia                       | Competición ciclista                                              | Francia          |
| 2004 | Hicham El Guerrouj                    | Atleta (1500 metros y 5000 metros)                                | Marruecos        |
| 2005 | Fernando Alonso                       | Piloto de automovilismo (Fórmula 1)                               | España           |
| 2006 | Selección de baloncesto de España     | Baloncesto                                                        | España           |
| 2007 | Michael Schumacher                    | Piloto de automovilismo (Fórmula 1)                               | Alemania         |
| 2008 | Rafael Nadal                          | Tenista                                                           | España           |
| 2009 | Yelena Isinbáyeva                     | Atleta (salto con pértiga)                                        | Rusia            |
| 2010 | Selección de fútbol de España         | Fútbol                                                            | España           |
| 2011 | Haile Gebrselassie                    | Atleta (5000 metros, 10 000 metros y maratón)                     | Etiopía          |
| 2012 | Iker Casillas Xavi Hernández          | Futbolistas                                                       | España           |
| 2013 | José María Olazábal                   | Golfista                                                          | España           |
| 2014 | Maratón de Nueva York                 | Competición atlética                                              | Estados Unidos   |
| 2015 | Pau Gasol Marc Gasol                  | Baloncestistas                                                    | España           |
| 2016 | Javier Gómez Noya                     | Triatleta                                                         | España           |
| 2017 | Selección de rugby de Nueva Zelanda   | Rugby                                                             | Nueva Zelanda    |
| 2018 | Reinhold Messner Krzysztof Wielicki   | Alpinistas                                                        | Italia · Polonia |
| 2019 | Lindsey Vonn                          | Esquiadora alpina                                                 | Estados Unidos   |
| 2020 | Carlos Sainz                          | Piloto de automovilismo (rally)                                   | España           |
| 2021 | Teresa Perales                        | Nadadora paralímpica                                              | España           |
| 2022 | Equipo Olímpico de Atletas Refugiados | Juegos Olímpicos                                                  | COI              |
| 2023 | Eliud Kipchoge                        | Atleta (5000 metros y maratón)                                    | Kenia            |
| 2024 | Carolina Marín                        | Jugadora de bádminton                                             | España           |
| 2025 | Serena Williams                       | Tenista                                                           | Estados Unidos   |

## Galardonados por país
| País            | Número de galardonados |
| --------------- | ---------------------- |
| España          | 20                     |
| Estados Unidos  | 5                      |
| Alemania        | 2                      |
| Argelia         | 1                      |
| Brasil          | 1                      |
| Cuba            | 1                      |
| Etiopía         | 1                      |
| Francia         | 1                      |
| Italia          | 1                      |
| Kenia           | 1                      |
| Marruecos       | 1                      |
| Nueva Zelanda   | 1                      |
| Polonia         | 1                      |
| Reino Unido     | 1                      |
| República Checa | 1                      |
| Rusia           | 1                      |
| Ucrania         | 1                      |

## Detalles
La mitad de los galardonados han sido deportistas españoles (en 17 de 35 ediciones), y varios deportistas españoles lo han obtenido incluso en dos ocasiones, caso de los hermanos Pau y Marc Gasol o de los futbolistas Iker Casillas y Xavi Hernández. Algunos premiados ni siquiera acudieron a recoger el galardón, como Martina Navrátilová en 1994, Carl Lewis en 1996, Lance Armstrong en 2000, o los propios hermanos Pau y Marc Gasol en 2015.